# Lisa Chappell
Lisa Irene Chappell (Auckland, 18 ottobre 1968) è un'attrice e cantante neozelandese.

## Carriera da attrice
In Nuova Zelanda, sua terra natia, Lisa Chappel ha recitato vari ruoli in serie come Gloss, Shortland Street, Hercules, City Life. Dal 2001 ha iniziato a recitare nel ruolo protagonista di Claire McLeod nel telefilm australiano Le sorelle McLeod. Per questo ruolo ha vinto il premio Logie Award come attrice più popolare ed è stata nominata al Silver Logie nel 2003. Ha lasciato la serie nel 2003 ed il suo personaggio è stato fatto morire in un incidente stradale.
Ha recitato anche nella terza parte del film televisivo Small Claims: The Reunion e nel telefilm Stringers nel ruolo di Megan Walsh (ottava stagione).

## Carriera da musicista
Il suo interesse è volto soprattutto alla sua carriera musicale: il suo album di debutto, When Then Is Now, è stato distribuito il 1º maggio 2006. Per supportare il suo album ha svolto un piccolo tour in Australia e in Nuova Zelanda.